# Culicoides kobae
Culicoides kobae är en tvåvingeart som först beskrevs av Cornet och Chateau 1971.  Culicoides kobae ingår i släktet Culicoides och familjen svidknott. Inga underarter finns listade i Catalogue of Life.